# Laxtjärnen (Frostvikens socken, Jämtland)
Laxtjärnen är en sjö i Strömsunds kommun i Jämtland och ingår i Ångermanälvens huvudavrinningsområde. Sjön har en area på 0,0269 kvadratkilometer och ligger 431,9 meter över havet.

## Delavrinningsområde
Laxtjärnen ingår i det delavrinningsområde (718319-146531) som SMHI kallar för Inloppet i Stor-Dabbsjön. Medelhöjden är 509 meter över havet och ytan är 13,49 kvadratkilometer. Räknas de 120 avrinningsområdena uppströms in blir den ackumulerade arean 723,59 kvadratkilometer. Fjällsjöälven (Sannarån) som avvattnar avrinningsområdet har biflödesordning 2, vilket innebär att vattnet flödar genom totalt 2 vattendrag innan det når havet efter 285 kilometer. Avrinningsområdet består mestadels av skog (93 procent). Avrinningsområdet har 0,41 kvadratkilometer vattenytor vilket ger det en sjöprocent på 3 procent.